# Shimmer Chinodya
Shimmer Chinodya (Gwelo, Federación de Rodesia y Nyasalandia, 1957) novelista de Zimbabue.
Estudió en la Universidad de Zimbabue y en la Universidad de Iowa, y fue expulsado de Goromonzi por su oposición al gobierno de  Ian Smith

## Premios
- 1990 Commonwealth Writers' Prize, Africa region.[5]
- 2007 por su obra Strife recibe el Premio Noma

## Obra
- Dew in the Morning (1982)
- Farai's Girls (1984)
- Child of War (1986)
- Harvest of Thorns  (1989)
- Can we talk and other Stories (1998)
- Tale of Tamari (2004)
- Chairman of Fools (2005)
- Strife (2006)